# El Perdols
el Perdols és un mas amb elements renaixentistes al nord-oest del nucli de Santa Maria d'Oló (al Moianès) catalogat a l'Inventari del Patrimoni Arquitectònic de Catalunya.

## Arquitectura
Conjunt d'estructura irregular i molt complexa, fruit de les diverses construccions que s'han anat fent al llarg dels temps. Sembla que el nucli primitiu fou un cos central cobert a un vent, avui situat a la part central. Posteriorment s'hi adossaren altres cossos. És clar que al XVIII s'hi afegí un cos rectangular a un vent amb la coberta una mica més baixa que el cos central. Aquest afegit es feu a migdia, així com un altre a ponent. A llevant tres contraforts consoliden l'estructura de la casa. Té algunes finestres interessants amb motius gòtics i renaixentistes a l'ampit.

## Història
El topònim surt citat en el fogatge de 1553, amb el nom de "en Perdols". Al segle xviii el mas va sofrir un important desenvolupament econòmic basat en l'explotació de la vinya, que es traduí arquitectònicament en l'ampliació del mas. Així com té constància de reformes el 1700 i el 1790. La casa manté un celler amb un parell de premses.